# Jägarhyddan

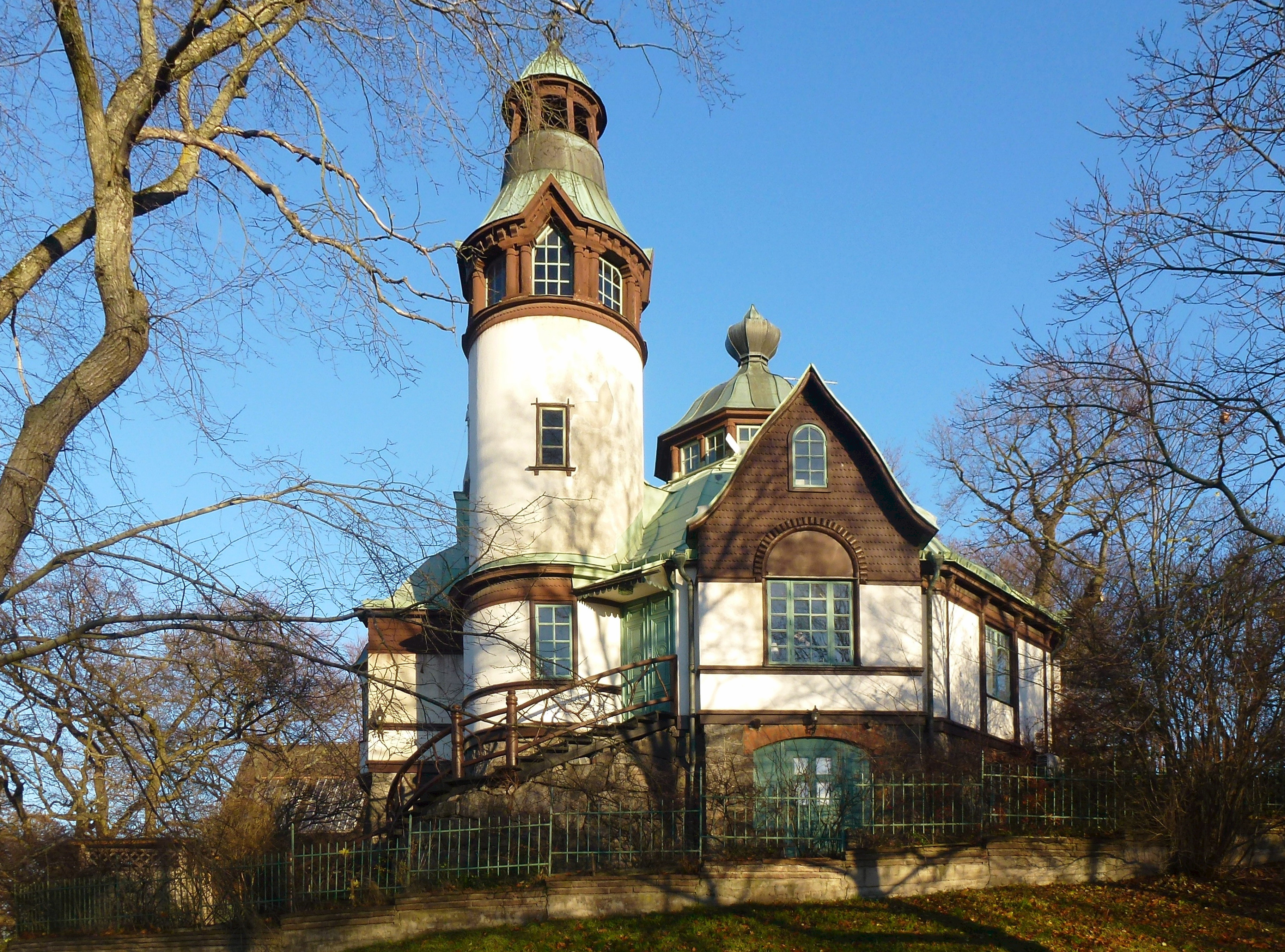
Jägarhyddan, fasad mot syd, 2013.

Jägarhyddan är en villa på Djurgårdsvägen 23 på Djurgården i Stockholm, ritad av arkitekt Fredrik Lilljekvist och uppförd till Stockholmsutställningen 1897 som gemensam paviljong för Kungliga Jaktklubben och Svenska Jägarförbundet.

## Historik

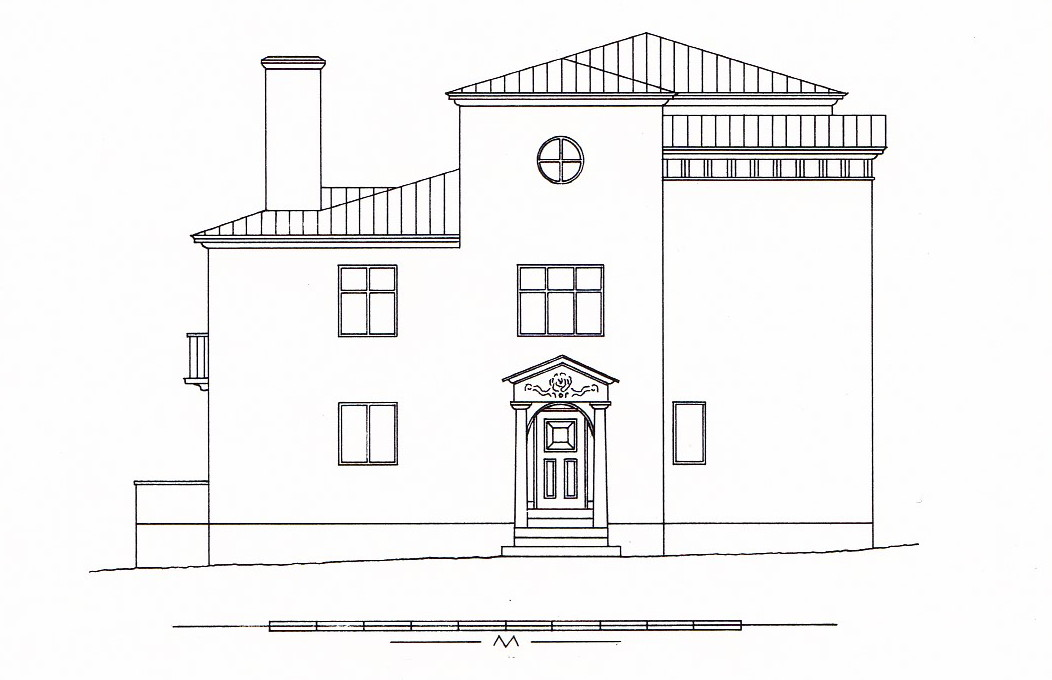
Bobergs avvisade ombyggnadsförslag från 1928, fasad mot syd.

År 1907 avstod jaktklubben besittningsrätten och villan såldes. Ferdinand Boberg hade efter en längre tids bosättning i Paris 1927 bestämd sig att flytta tillbaka med hustrun Anna till Stockholm. Under sin stockholmsvistelse bodde paret som gäster hos dåvarande kronprinsen Gustaf VI Adolf och det var han som föreslog att lilla Jägarhyddan kunde passa som bostad, inte långt från Bobergs tidigare hem Villa Vintra. 
En ombyggnad skulle dock behövas för att förvandla huset till ett "gemytligt litet hem", men Ferdinand Boberg hade större planer. Enligt Bobergs långtgående ritningar skulle Jägarhyddan byggas om från grunden och av Fredrik Liljekvists skapelse i nybarock fanns ingenting kvar. Boberg gav byggnaden ett neoklassicistiskt utseende. Förslaget påminde om Byströms villa i närheten och lite grann om Oakhill, fast mindre (båda skapades av Boberg).
Året därpå, i Paris,  berättade han i en intervju för Svenska Dagbladet den 5 augusti 1928, att han och hustrun Anna planerade att återvända till Stockholm 1929 och där övervaka ombyggnaden av Jägarhyddan. Projektet föll dock sedan frågan remitterats till Djurgårdsförvaltningen och Ivar Tengbom, som ansåg att paviljongen borde rivas och tomten läggas ut till parkmark, vilket dock aldrig blev verklighet. Paret Boberg fick därefter erbjudandet av Stockholms stad att hyra Stora Blecktornet på Södermalm.

## Detaljer

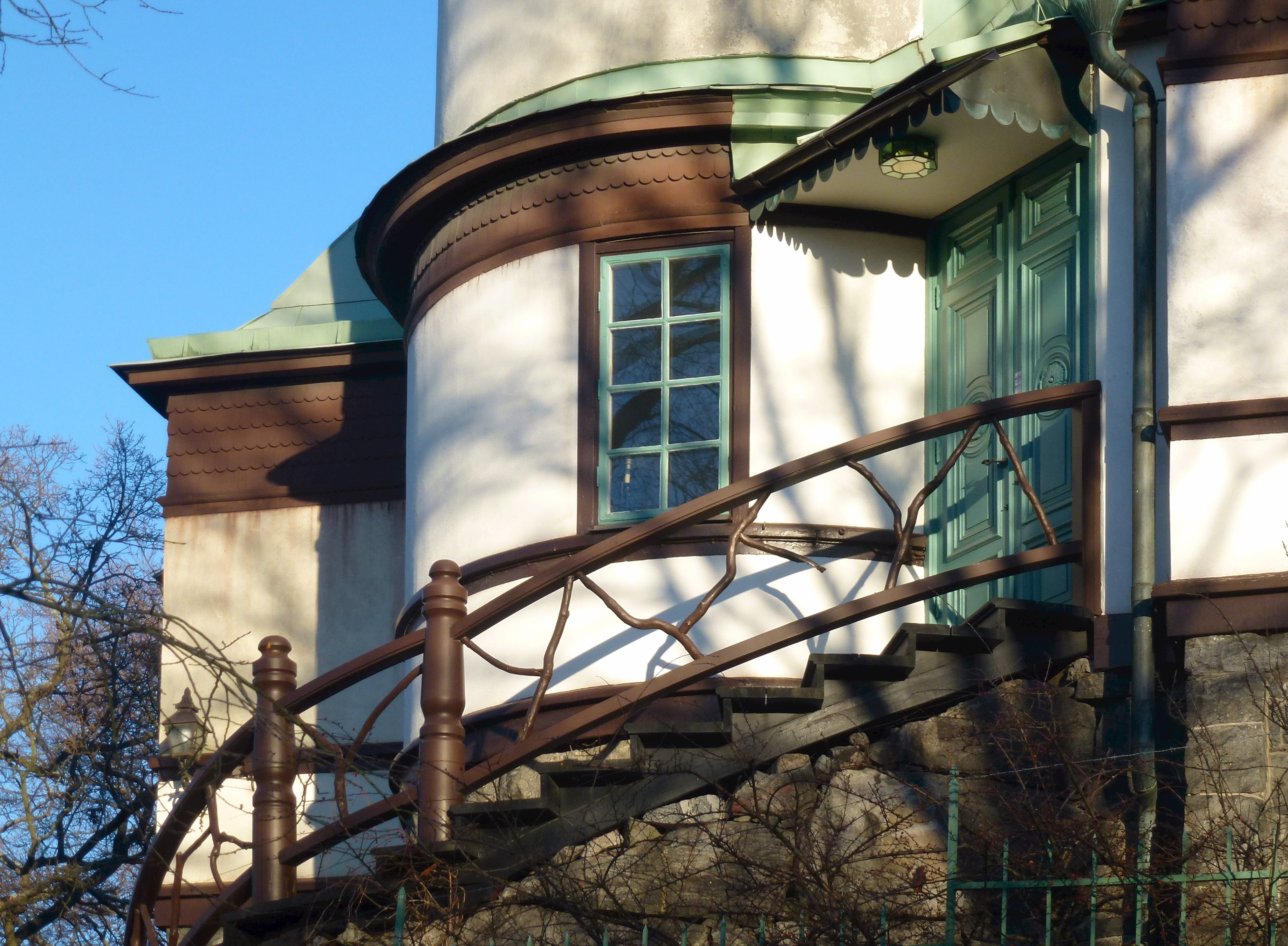
Entrén
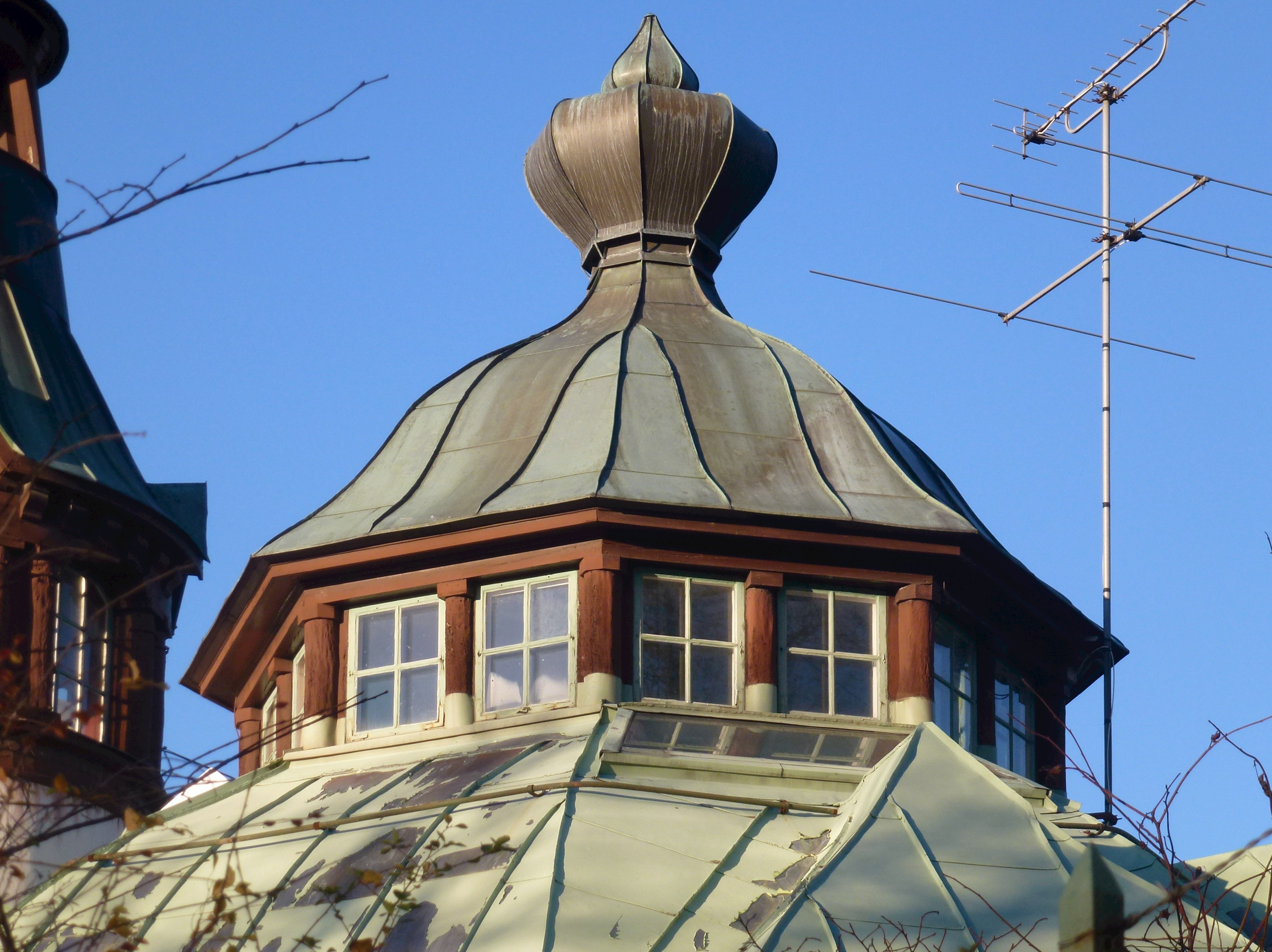
Kupolen
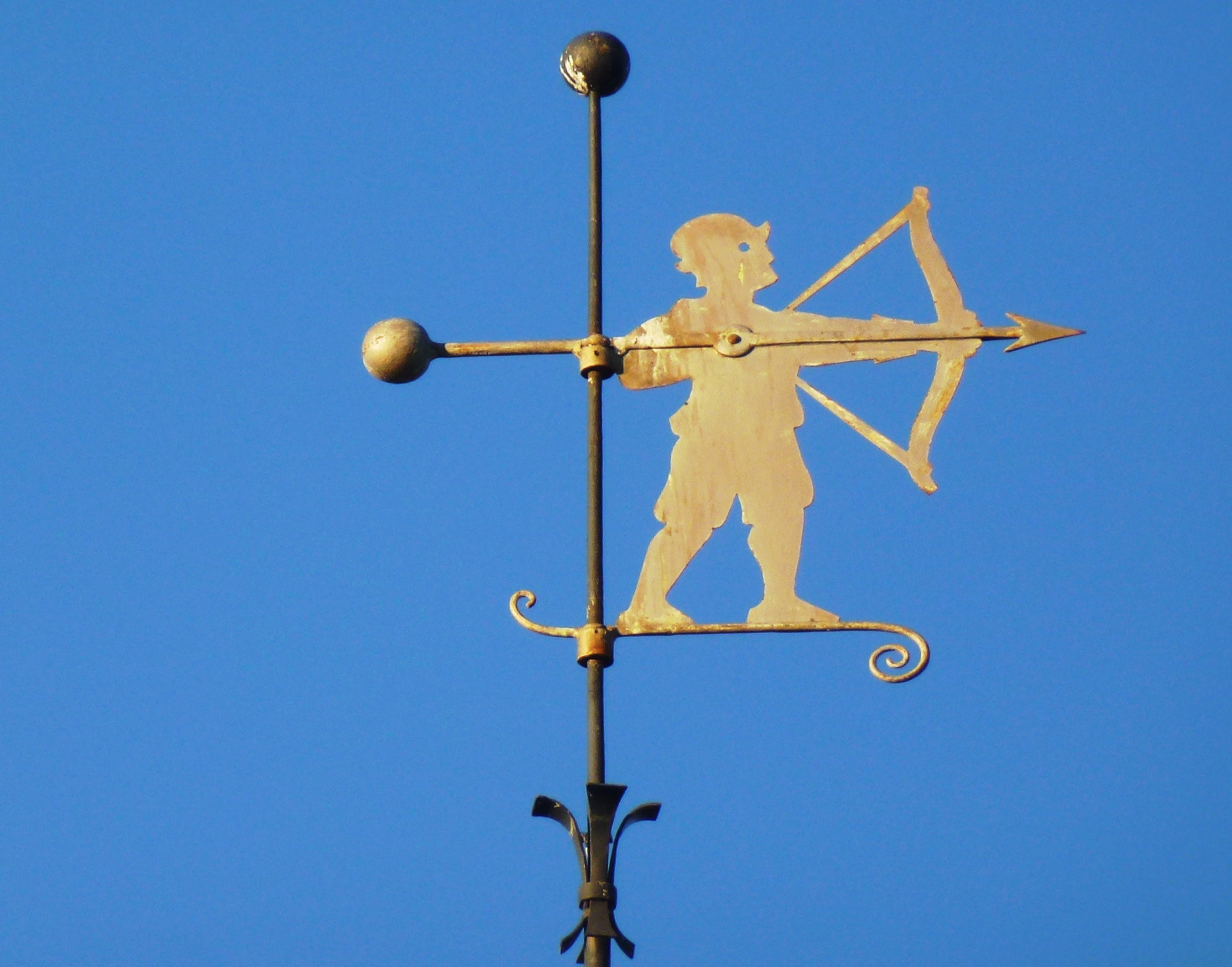
Vindfjöjeln
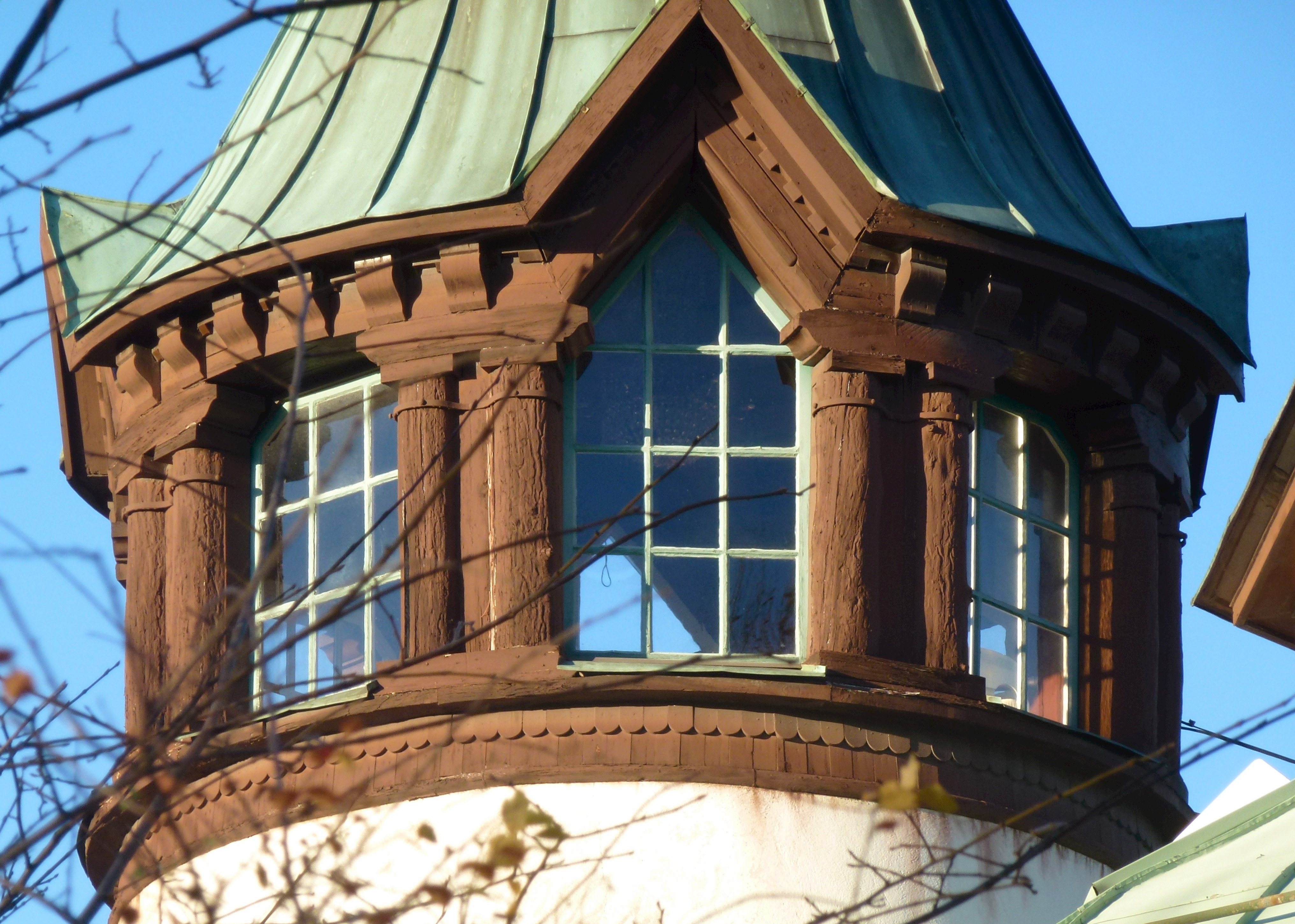
Tornrummet
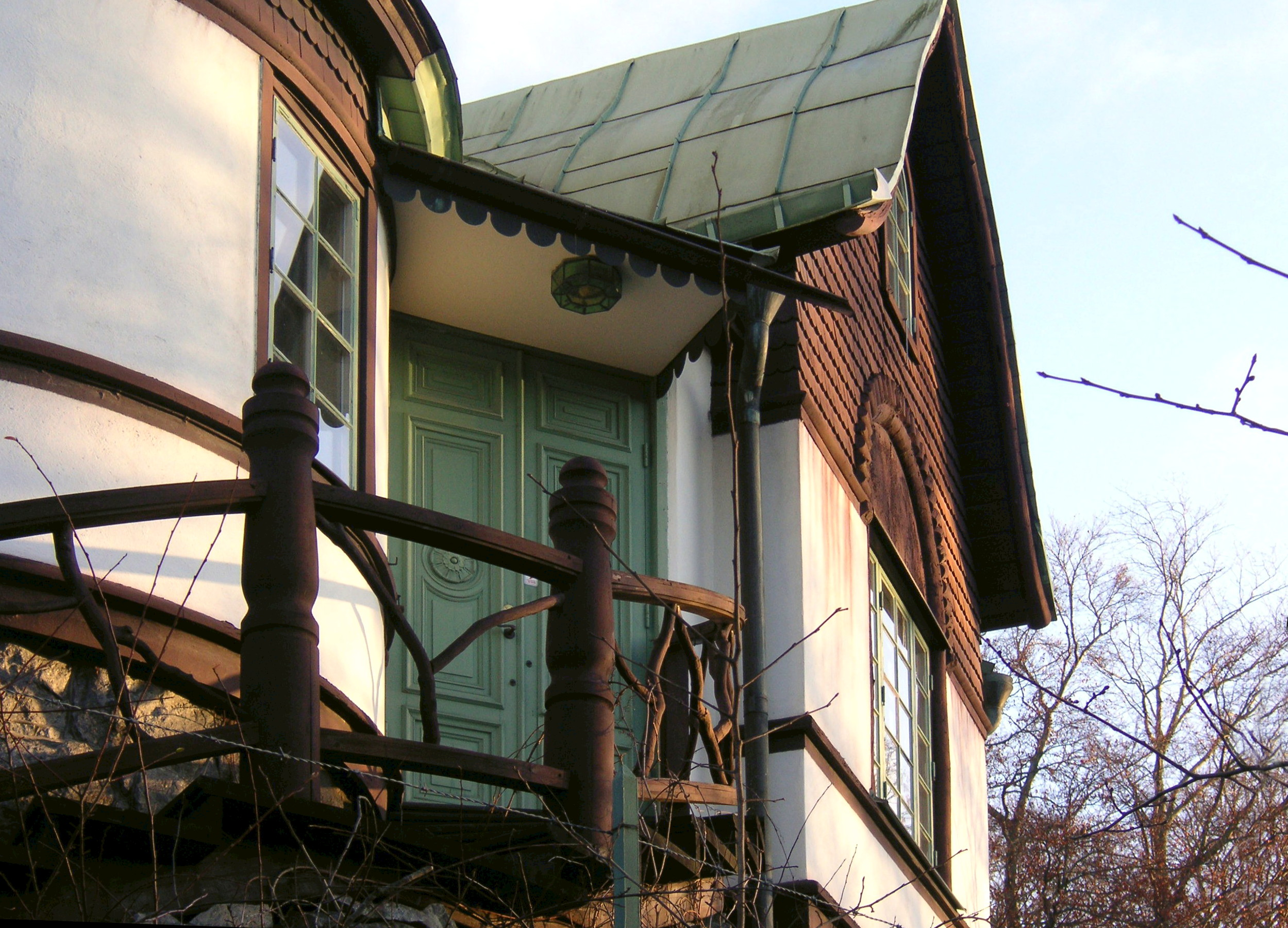
Entrén